# 豊原浩司
豊原 浩司（とよはら こうじ、1966年 - ）はコナミデジタルエンタテインメントのゲームクリエイター、プログラマー。兵庫県出身。

## 人物
『激突ペナントレース』、『生中継68』、『実況パワフルプロ野球』、『プロ野球スピリッツ』などの野球ゲームを手掛けたことで知られる。現在のコナミ野球ゲームの生き字引的存在となっている。
パワプロプロダクションで、パワプロシリーズやプロスピシリーズのディレクターなどを務めた。
現在も同プロダクションのプロスピチームでプランニング、野球統括ディレクター、プログラマーなどを務めている。
子供の頃は特に野球が好きだったわけではない。野球ゲームの担当をするようになってから、球場にも足を運ぶようになった。

## 主な作品
- 激突ペナントレース2
- 生中継68 - 『実況パワフルプロ野球シリーズ』のルーツ。
- 実況パワフルプロ野球シリーズ
- プロ野球スピリッツシリーズ